# Claire Keegan
Claire Keegan (Wicklow, 1968) is een Iers schrijfster, bekend geworden om haar korte verhalen die werden gepubliceerd in The New Yorker, Best American Short Stories, Granta en The Paris Review. Ook publiceerde ze twee veelgeprezen romans.

## Biografie
Claire Keegan werd in 1968 geboren en groeide op op een boerderij in het graafschap Wicklow, Ierland en woont op het platteland van Ierland. Keegan is de jongste van een groot rooms-katholiek gezin. Ze reisde op 17-jarige leeftijd naar New Orleans, Louisiana, waar ze Engels en politieke wetenschappen studeerde aan de Loyola University. Ze keerde in 1992 terug naar Ierland en later woonde ze een jaar in Cardiff, Wales, waar ze een MA in creatief schrijven volgde en les gaf aan studenten aan de Universiteit van Wales. Vervolgens behaalde ze een M.Phil aan het Trinity College Dublin.
Haar verhalenbundel Antarctica uit 1999 won de Rooney Prize for Literature en was "Boek van de maand" van de LA Times. Voor haar tweede verhalenbundel Walk the Blue Fields uit 2007 ontving ze verschillende literaire prijzen waaronder de Edge Hill Prize en The Rooney Prize for Irish Literature. Het korte verhaal Foster, gepubliceerd in februari 2010, werd opgenomen in The Best American Short Stories 2011. Ze werkte het later om tot een novelle, die gepubliceerd werd in 2022. Eind 2021 publiceerde Keegan de novelle Small Things Like These, die zich halverwege de jaren tachtig afspeelt in Ierland. Het boek stond op de shortlist voor de Booker Prize 2022.

### Korte verhalen
- 2010: Foster (in The New Yorker, 15 februari 2010)
- 2022: So Late in the Day. (in The New Yorker, 21 februari 2022)

## Verfilmingen
- Foster werd verfilmd in 2022 als An Cailín Ciúin (The Quiet Girl) onder regie van Colm Bairéad. De film werd genomineerd voor Beste internationale film op de 95ste Oscaruitreiking.
- Small Things Like These werd verfilmd in 2024 als Small Things Like These onder regie van Tim Mielants.[3]